# Józef Musioł (prawnik)
Józef Musioł (ur. 9 stycznia 1933 w Połomi) – polski prawnik, doktor nauk prawnych, adwokat, sędzia Sądu Najwyższego w stanie spoczynku, dziennikarz, literat. Założyciel Stowarzyszenia Sędziów Sądu Najwyższego w stanie spoczynku i przewodniczący tego Stowarzyszenia. W okresie PRL wiceminister sprawiedliwości i działacz partyjny Stronnictwa Demokratycznego.

## Życiorys
Syn Franciszka i Marty z domu Białeckiej. Jego ojciec był uczestnikiem trzech powstań śląskich na ziemi wodzisławskiej, podobnie jak pięciu braci jego matki. Jeden z nich, Szymon, był szefem sztabu w III powstaniu.
W dzieciństwie był łącznikiem Armii Krajowej. Uczył się w szkole podstawowej w Moszczenicy, obecnej dzielnicy Jastrzębia-Zdroju, następnie w Liceum Ogólnokształcącym w Wodzisławiu Śląskim. Był nauczycielem w szkołach w Wodzisławiu–Kokoszycach i Bełsznicy. Ukończył studia prawnicze na Wydziale Prawa Uniwersytetu Jagiellońskiego.
W latach 1957–1959 był aplikantem sądowym Sądu Wojewódzkiego w Katowicach, następnie asesorem sądowym Sądu Powiatowego w Rybniku, 1961–1966 sędzią Sądu Powiatowego w Rybniku, 1966–1977 sędzią Sądu Wojewódzkiego w Katowicach, 1976–1977 zastępcą redaktora naczelnego redakcji „Prawo i Życie”. W maju 1976 obronił pracę doktorską napisaną pod kierunkiem prof. Jana Baszkiewicza. 
W latach 1965–1969 był radnym Miejskiej Rady w Rybniku z ramienia Stronnictwa Demokratycznego, a następnie wieloletnim członkiem władz powiatowych, wojewódzkich i centralnych tej partii.
W latach 1977–1983 był sędzią Sądu Najwyższego, w tym w latach 1978–1983 delegowanym do Ministerstwa Sprawiedliwości do pełnienia funkcji zastępcy dyrektora Głównej Komisji Badania Zbrodni Hitlerowskich w Polsce. W latach 1983–1990 pełnił funkcję podsekretarza stanu w Ministerstwie Sprawiedliwości, w tym w latach 1989–1990 był również dyrektorem Głównej Komisji Badania Zbrodni Hitlerowskich. W latach 1988–1990 członek Rady Ochrony Pamięci Walk i Męczeństwa. W lutym 1989 wszedł w skład działającej przy tej Radzie Komisji do spraw Upamiętnienia Ofiar Represji Okresu Stalinowskiego.
W latach 1993–1997 był adwokatem, a od 1997 ponownie sędzią Sądu Najwyższego. Współzałożyciel Fundacji Pamięci Ofiar Auschwitz-Birkenau, od 2011 r. Prezydent Rady tej Fundacji. W 2003 przeszedł w stan spoczynku. Po przejściu w stan spoczynku w związku z ukończeniem 70 lat, założyciel i Przewodniczący Stowarzyszenia Sędziów Sądu Najwyższego w st. sp., 3 grudnia 2013 r. powołany przez Prezydenta RP w skład Komitetu Budowy Pomnika Wojciecha Korfantego w Warszawie. 
Wcześniej przekazał Muzeum Wojska Polskiego w Warszawie cenne pamiątki – oficerskie mundury wybitnych Polaków, członków Polskich Sił Zbrojnych na Zachodzie, m.in. mundur b. d-cy 307 Dywizjonu Nocnych Myśliwcow Lwowskich Puchaczy (jedyny oryginalny mundur w Polsce) odnaleziony w RPA. Nadto oddał cenne zbiory dla Biblioteki Śląskiej.
Jest działaczem kulturalnym, m.in. prezesem Towarzystwa Przyjaciół Śląska w Warszawie, członkiem i przewodniczącym Rady Programowej Zespołu Pieśni i Tańca „Śląsk” im. St. Hadyny. Od lat 70. XX w. jest członkiem Stowarzyszenia Autorów ZAiKS, od lat 80. XX w. członkiem Związku Literatów Polskich. Założył teatr faktu „Sąd Młodych” przy Teatrze Ziemi Rybnickiej, funkcjonujący w latach 1965–1975.
Józef Musioł jest honorowym obywatelem gminy Godów.

## Publikacje książkowe
- Ludzie tej Ziemi, 1974 Warszawa
- Ludzie tej Ziemi, wydanie II poszerzone, Warszawa 1980
- Sądy Polowe w III powstaniu śląskim, Katowice 1978
- Świadkowie, Wydawnictwo „Śląsk”, Katowice 1979
- Świadkowie, wyd. II uzupełnione Katowice 1981
- Ślązacy, Katowice 1987
- Rudolf Ranoszek, człowiek..., Warszawa 1984
- Przesłuchanie, Warszawa 1976, wyd. II Warszawa 1977, wyd. III 1983, wyd. w Niemczech jako „Das Verhör” 1986
- Sędzia i kat, czyli jeden dzień doktora Thümmlera, 1986
- Człowiek i Zbrodnia, wyd. I 1990, wyd. II uzupełnione 1998
- Od Wallenroda do Kordiana. Dramatyczne Ślązaków Wybory, Katowice 2000
- Man and Crime, 2001
- Chachary. Sceny sądowe w Stalinogrodzie, 1989
- Chachary. Dzieje Franciszka Kopca od ławy oskarżonych do lawy poselskiej, Katowice 1997
- Temida w III Powstaniu Śląskim, Katowice 2001
- Ble ble stetryczałego prawnika, Kraków 2006
- Dramaty historii i nasza codzienność w oczach Ślązaka, 2008
- Straszne Bliźniaki. Reminiscencje, 2010
- Kordian i Helena. Historia Miłości ze zbrodnią Państwa w tle, 2012
- Igraszki niepokornego prawnika, 2012
- Dramat zaklęty w listach, 2013
- Ramiona Wagi, 2014
- Chachary, czyli dzieje Franciszka Kopca od Stalinogrodu do Brukseli, 2015
- Dramatyczne przeżycia oficera wywiadu na polskich okrętach II wojny światowej, 2016
- Wplątany w historię. Wywiad, Kraków 2018
- Z walizką do nieba. Spotkanie nad Bugiem, Kraków 2018

## Odznaczenia i nagrody
- Nagroda im. Jana Rodowicza „Anody” w kategorii za „całokształt dokonań i postawę życiową stanowiącą wzór do naśladowania dla młodych pokoleń” (2017)
- Krzyż Komandorski z Gwiazdą Orderu Odrodzenia Polski (2003)
- Krzyż Komandorski Orderu Odrodzenia Polski (1989)
- Krzyż Oficerski Orderu Odrodzenia Polski (1983)
- Krzyż Kawalerski Orderu Odrodzenia Polski (1974)
- Krzyż Kawalerski Orderu Odrodzenia Polski (1992)
- Honorowy Ślązak Roku (2012)
- Honorowy Obywatel Gmin Godów i Mszany (2013)
- Honorowy Obywatel Rybnika (2014)
- Nagroda im. Wojciecha Korfantego Związku Górnośląskiego (2001)
- Nagroda im. Karola Miarki (2008)
- Nagroda Trzech Powstańczych Skrzydeł (1988)
- Honorowa Odznaka PCK (1980,1988)
- Medal Komisji Edukacji Narodowej (1985)